# Plymophiloscia maxima
Plymophiloscia maxima är en kräftdjursart som beskrevs av Wahrberg1922. Plymophiloscia maxima ingår i släktet Plymophiloscia och familjen Philosciidae. Inga underarter finns listade i Catalogue of Life.